# Beatrice Gomez
Beatrice Luigi Gallarde Gomez (sinh ngày 23 tháng 2 năm 1995) là một người mẫu và người đẹp người Filipina, người đã đăng quang cuộc thi Hoa hậu Hoàn vũ Philippines 2021. Cô làm nên lịch sử với tư cách là người phụ nữ thuộc cộng đồng LGBT công khai đầu tiên đăng quang Hoa hậu Hoàn vũ Philippines, cô sẽ đại diện cho Philippines tại cuộc thi Hoa hậu Hoàn vũ 2021 và đã dừng chân ở Top 5 chung cuộc

## Tiểu sử
Gomez sinh ngày 23 tháng 2 năm 1995 tại San Fernando, Cebu. Cô đã học tại Đại học San Jose – Recoletos và theo đuổi bằng truyền thông đại chúng. Đồng thời, cô cũng chơi bóng chuyền hơi cho trường đại học.
Gomez là anh em họ đầu tiên của Rizzini Alexis Gomez, Hoa hậu Du lịch Quốc tế 2012–2013 và là cháu gái của cựu cầu thủ Hiệp hội Bóng rổ Philippines Roel Gomez.

## Các cuộc thi sắc đẹp

### Hoa hậu Mandaue 2015
Gomez bắt đầu bước chân vào cuộc thi hoa hậu thế giới vào năm 2015 khi cô giành ngôi vị Á hậu 2 tại cuộc thi Hoa hậu Mandaue 2015.

### Binibining Cebu 2020
Gomez đã đại diện cho San Fernando tại cuộc thi Binibining Cebu 2020 và giành danh hiệu này, kế nhiệm Steffi Rose Aberasturi của Mandaue City. Cô cũng đã giành được các giải thưởng Best in Swimwear, Miss Foton và Miss Body Worx Medical Spa.

### Hoa hậu Hoàn vũ Philippines 2021
Vào ngày 1 tháng 9 năm 2021, đại diện cho thành phố Cebu, Gomez đã được xác nhận là một trong ba mươi đại biểu trong cuộc thi Hoa hậu Hoàn vũ Philippines 2021.
Vào ngày 13 tháng 12 cô đại diện Philippines và xuất sắc vào top 5 chung cuộc. cô cũng là người thuộc cộng đồng LGBT
Trong trận chung kết diễn ra vào ngày 30 tháng 9 năm 2021, Gomez đã giành được các giải thưởng Người mặc áo tắm đẹp nhất, Người mặc áo dạ hội đẹp nhất, Hoa hậu Kem Silk và Hoa hậu Luxxe ImmunPlus Game Changer. Vào cuối sự kiện, Gomez đã đăng quang Hoa hậu Hoàn vũ Philippines 2020 Rabiya Mateo trở thành Hoa hậu Hoàn vũ Philippines 2021.